# Rallye Monte Carlo

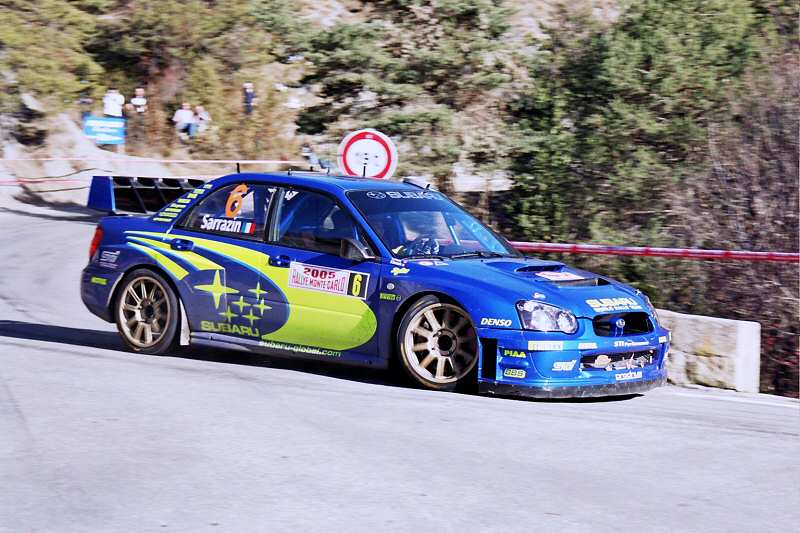
Stéphane Sarrazin auf Subaru Impreza bei der Rallye Monte Carlo 2005

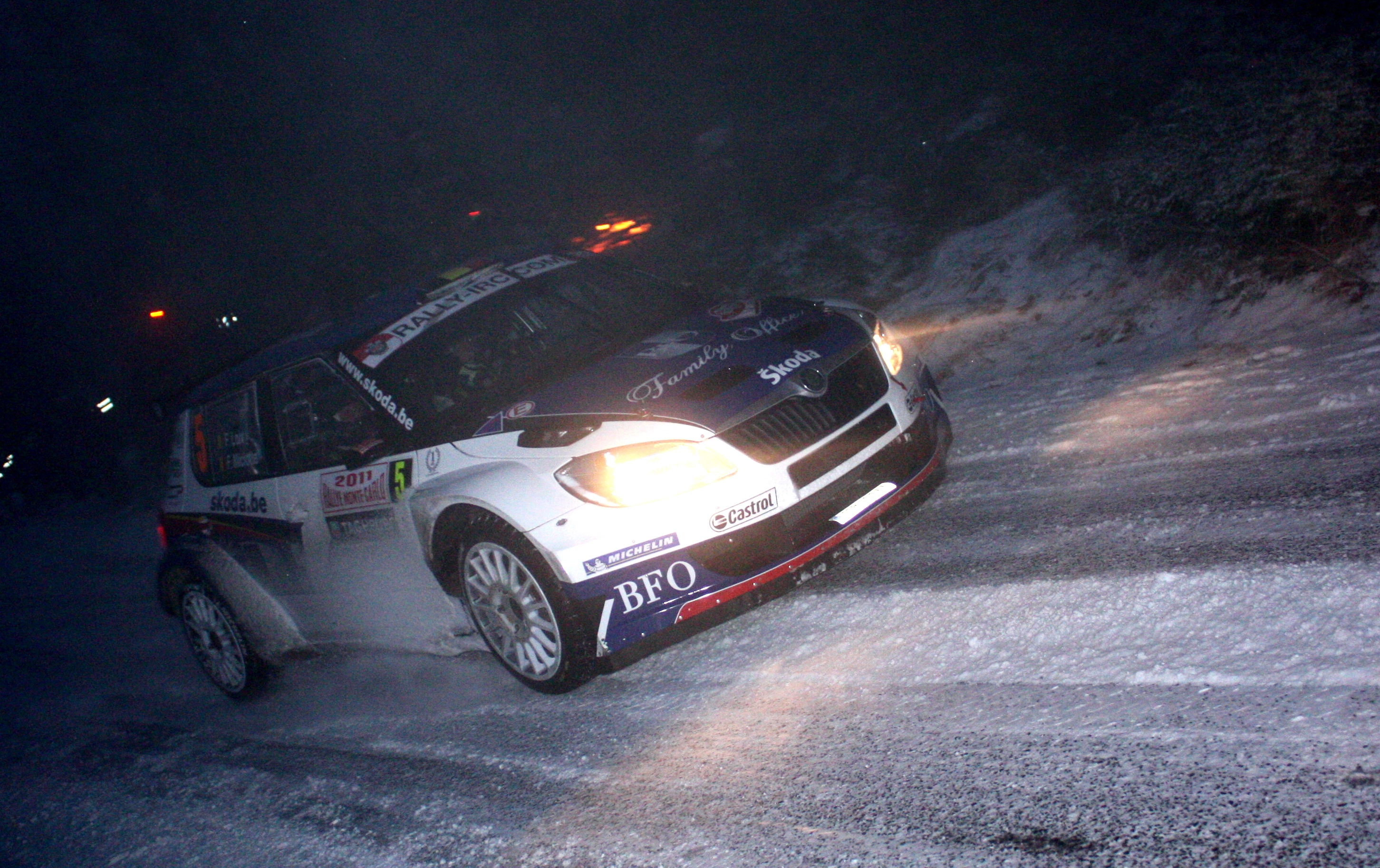
Freddy Loix auf Škoda Fabia bei der Rallye Monte Carlo 2011

Die Rallye Monte Carlo, offiziell Rallye Automobile Monte-Carlo, kurz Monte, ist eine Rallye, die vom Automobile Club de Monaco (ACM) ausgetragen wird. Sie findet hauptsächlich in den Seealpen des Hinterlandes in Frankreich statt. In Monaco selbst und entlang der Côte d’Azur werden nur Überführungsetappen gefahren. Mit dem ebenfalls vom ACM ausgetragenen Großen Preis von Monaco, den 24 Stunden von Le Mans, der Rallye Dakar, den Daytona 500 und den Indianapolis 500 gehört die Rallye Monte Carlo zu den prestigeträchtigsten Autosportveranstaltungen der Welt.

## Streckenführung und Charakteristik
Als eigentlich echter Asphalt-Wettbewerb machen die Streckenführung über mehrere Gebirgspässe sowie das meist völlig unvorhersehbare Wetter in den französischen Seealpen die Rallye Monte Carlo zu einer der schwierigsten Veranstaltungen im Rallye-Kalender. So kann eine Wertungsprüfung auf trockenem Asphalt beginnen und in höheren Regionen über verschneite oder vereiste Abschnitte führen, sodass die richtige Reifenwahl eine entscheidende Rolle spielt. Bei der Rallye Monte Carlo wird eine der berühmtesten Wertungsprüfungen in der Rallye-Weltmeisterschaft absolviert. Sie führt von La Bollène-Vésubie nach Sospel / Moulinet und danach in die Gegenrichtung. Dabei wird auf einer Passstraße mit vielen Spitzkehren der Col de Turini überquert. In früheren Jahren wurde diese Wertungsprüfung zum Abschluss der Rallye in der sogenannten Nacht der langen Messer ausgetragen.

## Geschichte

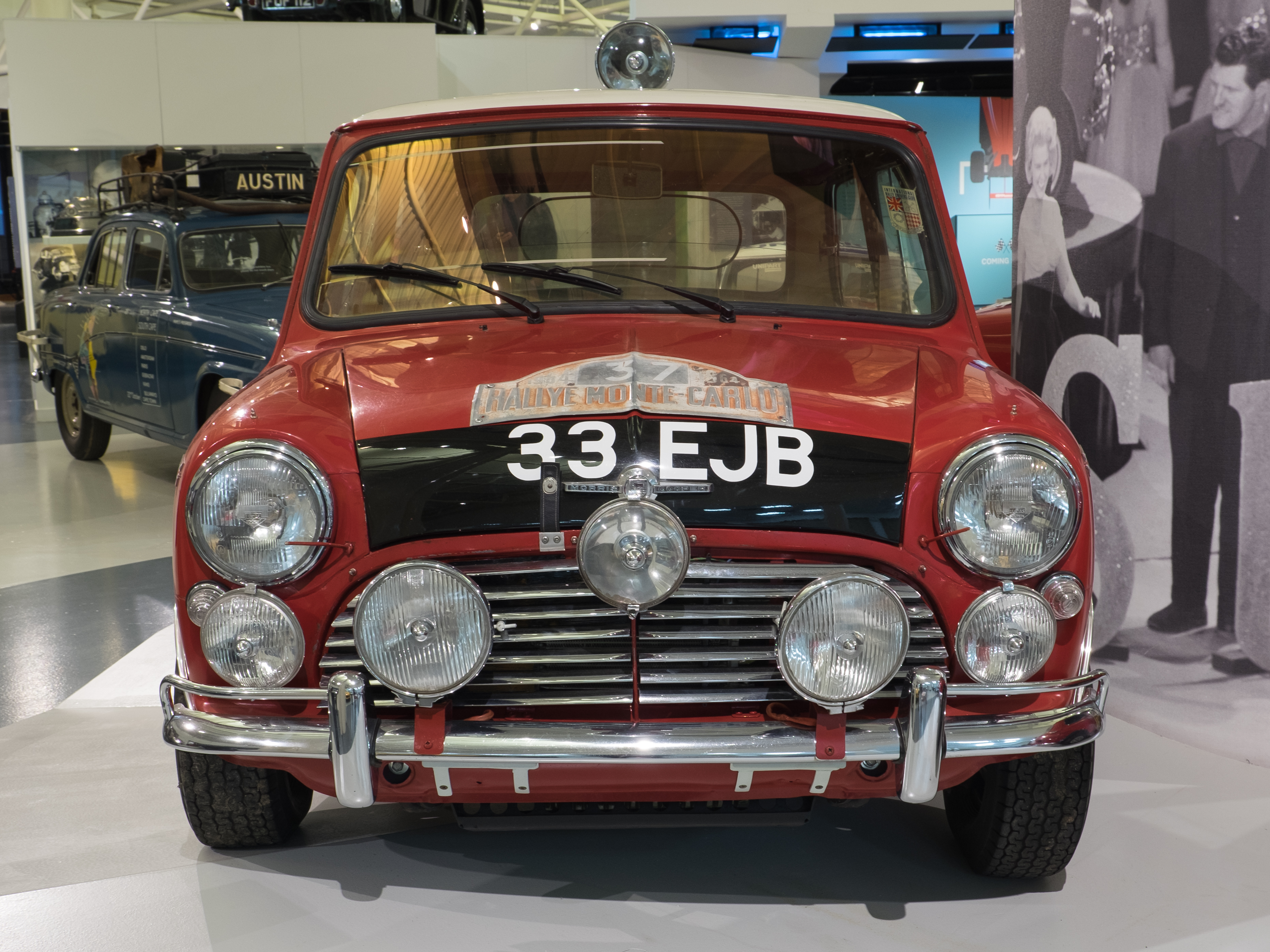
Morris-Mini Cooper S, Siegerfahrzeug von 1964

Die Rallye Monte Carlo gilt als Anfang des heutigen Rallyesports. Dies ist auf die erste Austragung im Jahre 1911 zurückzuführen, die nach allgemeiner Darstellung von Fürst Albert I. mitinitiiert wurde. Ideengeber waren tatsächlich vor allem Alexandre Noghès, der Präsident des ACM, und sein Sohn Antony. Damals handelte es sich um eine sogenannte Sternfahrt, die in der Wintersaison Touristen ins Fürstentum Monaco locken sollte. Am 21. Januar 1911 starteten in Genf, Paris, Boulogne-sur-Mer, Berlin, Wien und Brüssel insgesamt 20 Teilnehmer nach Monaco. Die Rallye wurde seit 1925 vom heimischen Automobile Club de Monaco ausgerichtet.
Von 1973 bis 2008 gehörte die Sportveranstaltung zur Rallye-Weltmeisterschaft (WRC bzw. World Rally Championship), die stets im Januar mit diesem Klassiker begann. In diesen Jahren wurde die Route immer wieder verkürzt, damit konnte die Fernsehübertragung verbessert und vereinfacht werden. So wurden die äußerst anspruchsvollen und kurvenreichen Wertungsprüfungen über den Col de Turini nicht mehr nachts ausgetragen und im Jahr 2007 ganz ausgelassen. Diese sogenannte Nacht der langen Messer war einst der Höhepunkt der Rallye Monte Carlo und für viele Fahrer und Fans auch der Höhepunkt der Saison.
Um nicht mehr die strikten Vorgaben der WRC erfüllen zu müssen und wieder Nachtprüfungen austragen zu können, trennte sich der Automobilclub von Monaco 2008 von der WRC. Die „Monte“ war seit dem Jahr 2009 Bestandteil der jährlich ausgefahrenen Intercontinental Rally Challenge. Seitdem stand die Nacht der langen Messer mit der Überquerung des Col de Turini wieder auf dem Programm. Der TV-Sender Eurosport übertrug die Rallye von 2009 bis 2011 teilweise live. Seit der Rallye-Weltmeisterschaft 2012 steht die Rallye Monte Carlo wieder im Kalender der obersten Rallye-Klasse.

## Sieger
Rekordsieger ist der Franzose Sébastien Ogier, der zehn Mal erfolgreich war. Ogier hält außerdem den Rekord von sechs Siegen in Folge. Der Deutsche Walter Röhrl gewann die Rallye insgesamt vier Mal auf vier verschiedenen Autos der Marken Fiat, Opel, Lancia und Audi. Die Geschichte des kleinen Kultautos Mini in seiner sportlichen Cooper-S-Ausführung ist nach vier Gesamtsiegen in Folge (wovon dem Hersteller BMC einer von der Rallyeleitung wieder aberkannt wurde) in den 1960er-Jahren untrennbar mit der Historie der Rallye Monte Carlo verbunden. Sébastien Loeb gewann die Rallye Monte Carlo acht Mal. Mit Citroën siegte er sieben und mit dem Ford Puma Rally1 vom Team M-Sport ein Mal.

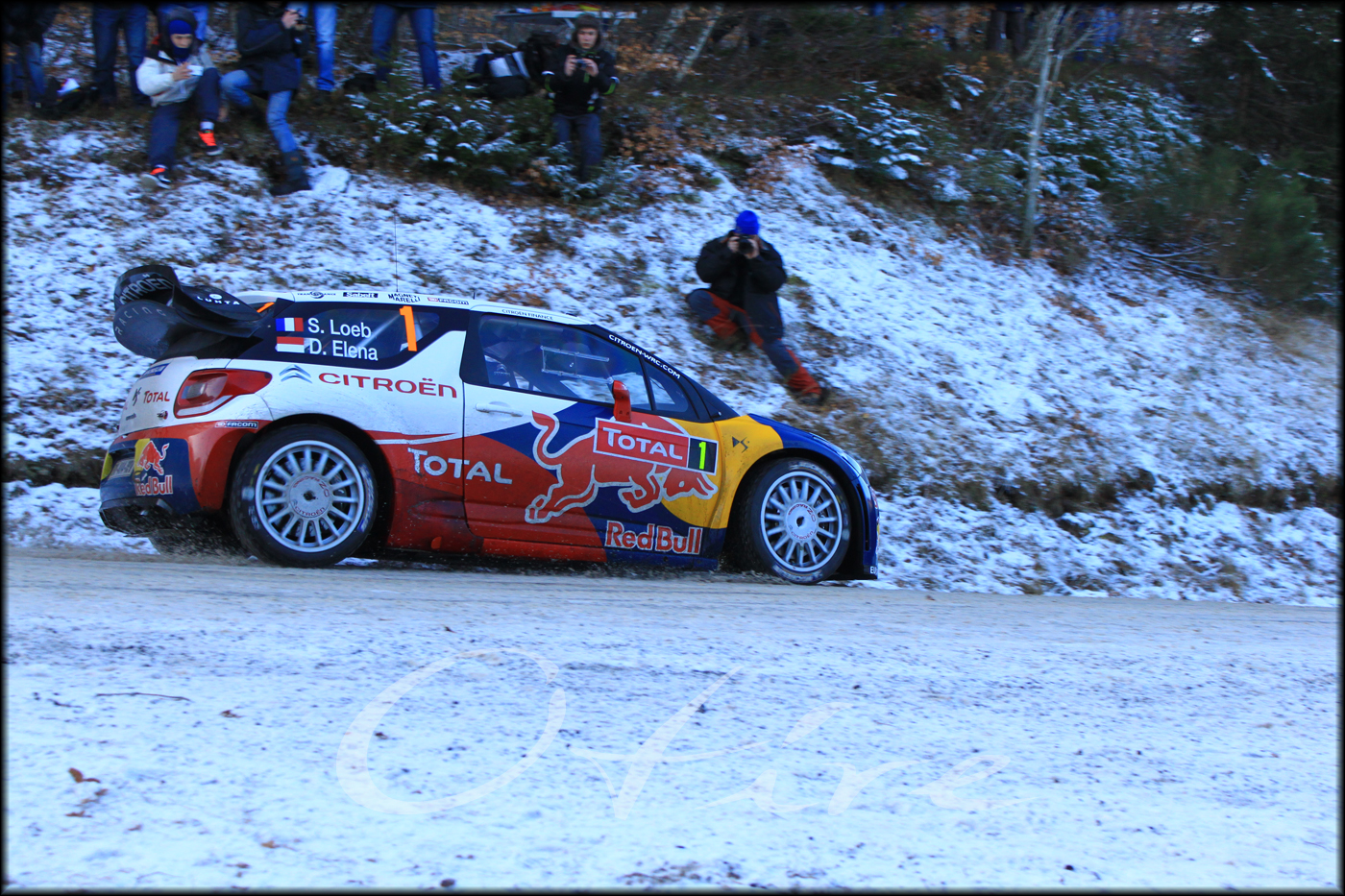
Sébastien Loeb und Daniel Elena im Citroën DS3 WRC bei der Rallye Monte Carlo 2012.

### Gesamtsieger
| Jahr                                                                | Rallye                 | Fahrer                    | Co-Pilot                | Fahrzeug                      |
| ------------------------------------------------------------------- | ---------------------- | ------------------------- | ----------------------- | ----------------------------- |
| 1911 1                                                              | 01. Rallye Monte Carlo | Henri Louis Rougier       |                         | Turcat-Méry 25 HP             |
| 1912 1                                                              | 02. Rallye Monte Carlo | Julius Beutler            |                         | Berliet 16 CV                 |
| 1913–1923: keine Rallye Monte Carlo                                 |                        |                           |                         |                               |
| 1924 1                                                              | 03. Rallye Monte Carlo | Jacques Édouard Ledure    |                         | Bignan Sport 11 CV            |
| 1925 1                                                              | 04. Rallye Monte Carlo | François Repusseau        |                         | Renault Type NM               |
| 1926 1                                                              | 05. Rallye Monte Carlo | Victor Austin Bruce       | W. J. Brunell           | AC 2 Litres                   |
| 1927 1                                                              | 06. Rallye Monte Carlo | Marcel Lefebvre-Despeaux  |                         | Amilcar Type G                |
| 1928 1                                                              | 07. Rallye Monte Carlo | Jacques Bignan            |                         | Fiat 509                      |
| 1929 1                                                              | 08. Rallye Monte Carlo | Sprenger van Eijk         |                         | Graham-Paige                  |
| 1930 1                                                              | 09. Rallye Monte Carlo | Hector Petit              |                         | Corre-La Licorne              |
| 1931 1                                                              | 10. Rallye Monte Carlo | Donald Mitchell Healey    |                         | Invicta                       |
| 1932                                                                | 11. Rallye Monte Carlo | Maurice Vaselle           |                         | Hotchkiss AM 2                |
| 1932                                                                | 11. Rallye Monte Carlo | G. de Lavalette           | Charles de Cortanze     | Peugeot                       |
| 1933 1                                                              | 12. Rallye Monte Carlo | Maurice Vaselle           |                         | Hotchkiss AM 80S              |
| 1934 1                                                              | 13. Rallye Monte Carlo | Louis Gas                 | Jean Trévoux            | Hotchkiss AM 80S              |
| 1935 1                                                              | 14. Rallye Monte Carlo | Christian Lahaye          | R. Quatresous           | Renault Nervasport            |
| 1936 1                                                              | 15. Rallye Monte Carlo | Ionel Zamfirescu          | Petre Cristea           | Ford V8                       |
| 1937 1                                                              | 16. Rallye Monte Carlo | René Le Bègue             | Julio Quinlin           | Delahaye Type 135 MS Speciale |
| 1938 1                                                              | 17. Rallye Monte Carlo | Gerard Bakker Schut       | Karel Ton               | Ford V8                       |
| 1939 1                                                              | 18. Rallye Monte Carlo | Jean Trévoux              | Marcel Lesurque         | Hotchkiss 686 GS Riviera      |
| 1939 1                                                              | 18. Rallye Monte Carlo | Joseph Paul               | Marcel Contet           | Delahaye 135 M                |
| 1940–1948: keine Rallye Monte Carlo                                 |                        |                           |                         |                               |
| 1949 1                                                              | 19. Rallye Monte Carlo | Jean Trévoux              | Marcel Lesurque         | Hotchkiss 686 GS              |
| 1950 1                                                              | 20. Rallye Monte Carlo | Marcel Becquart           | Henri Secret            | Hotchkiss 686 GS              |
| 1951 1                                                              | 21. Rallye Monte Carlo | Jean Trévoux              | Roger Crovetto          | Delahaye Type 175 S           |
| 1952 1                                                              | 22. Rallye Monte Carlo | Sydney Allard             | George Warburton        | Allard J2 Sport P1            |
| 1953 1                                                              | 23. Rallye Monte Carlo | Maurice „Maus“ Gatsonides | Peter Worledge          | Ford Zephyr                   |
| 1954 1                                                              | 24. Rallye Monte Carlo | Louis Chiron              | Ciro Basadonna          | Lancia Aurelia GT             |
| 1955 1                                                              | 25. Rallye Monte Carlo | Per Malling               | Gunnar Fadum            | Sunbeam-Talbot 90             |
| 1956 1                                                              | 26. Rallye Monte Carlo | Ronnie Adams              | Frank Biggar            | Jaguar Mark VII               |
| 1957 wurde wegen der Suezkrise keine Rallye Monte Carlo ausgetragen |                        |                           |                         |                               |
| 1958 1                                                              | 27. Rallye Monte Carlo | Guy Monraisse             | Jacques Feret           | Renault Dauphine              |
| 1959 1                                                              | 28. Rallye Monte Carlo | Paul Coltelloni           | Pierre Alexandre        | Citroën ID 19                 |
| 1960 1                                                              | 29. Rallye Monte Carlo | Walter Schock             | Rolf Moll               | Mercedes-Benz 220 SE          |
| 1961 1                                                              | 30. Rallye Monte Carlo | Maurice Martin            | Roger Bateau            | Panhard PL 17                 |
| 1962 1                                                              | 31. Rallye Monte Carlo | Erik Carlsson             | Gunnar Häggbom          | Saab 96                       |
| 1963 1                                                              | 32. Rallye Monte Carlo | Erik Carlsson             | Gunnar Palm             | Saab 96                       |
| 1964 1                                                              | 33. Rallye Monte Carlo | Paddy Hopkirk             | Henry Liddon            | BMC Mini Cooper S             |
| 1965 1                                                              | 34. Rallye Monte Carlo | Timo Mäkinen              | Paul Easter             | BMC Mini Cooper S             |
| 1966 1                                                              | 35. Rallye Monte Carlo | Pauli Toivonen            | Ensio Mikander          | Citroën DS 21                 |
| 1967 1                                                              | 36. Rallye Monte Carlo | Rauno Aaltonen            | Henry Liddon            | BMC Mini Cooper S             |
| 1968 1                                                              | 37. Rallye Monte Carlo | Vic Elford                | David Stone             | Porsche 911 T                 |
| 1969 1                                                              | 38. Rallye Monte Carlo | Björn Waldegård           | Lars Helmér             | Porsche 911 S                 |
| 1970 1                                                              | 39. Rallye Monte Carlo | Björn Waldegård           | Lars Helmér             | Porsche 911 S                 |
| 1971 1                                                              | 40. Rallye Monte Carlo | Ove Andersson             | David Stone             | Renault Alpine A110 1600      |
| 1972 1                                                              | 41. Rallye Monte Carlo | Sandro Munari             | Mario Mannucci          | Lancia Fulvia 1.6 Coupé HF    |
| 1973                                                                | 42. Rallye Monte Carlo | Jean-Claude Andruet       | Michèle Espinosi-Petit  | Renault Alpine A110 1800      |
| 1974 wurde wegen der Ölkrise keine Rallye Monte Carlo ausgetragen   |                        |                           |                         |                               |
| 1975                                                                | 43. Rallye Monte Carlo | Sandro Munari             | Mario Mannucci          | Lancia Stratos HF             |
| 1976                                                                | 44. Rallye Monte Carlo | Sandro Munari             | Mario Mannucci          | Lancia Stratos HF             |
| 1977                                                                | 45. Rallye Monte Carlo | Sandro Munari             | Silvio Maiga            | Lancia Stratos HF             |
| 1978                                                                | 46. Rallye Monte Carlo | Jean-Pierre Nicolas       | Vincent Laverne         | Porsche 911 Carrera           |
| 1979                                                                | 47. Rallye Monte Carlo | Bernard Darniche          | Alain Mahé              | Lancia Stratos HF             |
| 1980                                                                | 48. Rallye Monte Carlo | Walter Röhrl              | Christian Geistdörfer   | Fiat 131 Abarth               |
| 1981                                                                | 49. Rallye Monte Carlo | Jean Ragnotti             | Jean-Marc Andrié        | Renault 5 Turbo               |
| 1982                                                                | 50. Rallye Monte Carlo | Walter Röhrl              | Christian Geistdörfer   | Opel Ascona 400               |
| 1983                                                                | 51. Rallye Monte Carlo | Walter Röhrl              | Christian Geistdörfer   | Lancia Rally 037              |
| 1984                                                                | 52. Rallye Monte Carlo | Walter Röhrl              | Christian Geistdörfer   | Audi quattro                  |
| 1985                                                                | 53. Rallye Monte Carlo | Ari Vatanen               | Terry Harryman          | Peugeot 205 Turbo 16          |
| 1986                                                                | 54. Rallye Monte Carlo | Henri Toivonen            | Sergio Cresto           | Lancia Delta S4               |
| 1987                                                                | 55. Rallye Monte Carlo | Miki Biasion              | Tiziano Siviero         | Lancia Delta HF 4WD           |
| 1988                                                                | 56. Rallye Monte Carlo | Bruno Saby                | Jean-François Fauchille | Lancia Delta HF 4WD           |
| 1989                                                                | 57. Rallye Monte Carlo | Miki Biasion              | Tiziano Siviero         | Lancia Delta HF Integrale 16V |
| 1990                                                                | 58. Rallye Monte Carlo | Didier Auriol             | Bernard Occelli         | Lancia Delta HF Integrale 16V |
| 1991                                                                | 59. Rallye Monte Carlo | Carlos Sainz              | Luis Moya               | Toyota Celica GT-Four         |
| 1992                                                                | 60. Rallye Monte Carlo | Didier Auriol             | Bernard Occelli         | Lancia Delta HF Integrale     |
| 1993                                                                | 61. Rallye Monte Carlo | Didier Auriol             | Bernard Occelli         | Toyota Celica Turbo 4WD       |
| 1994                                                                | 62. Rallye Monte Carlo | François Delecour         | Daniel Grataloup        | Ford Escort RS Cosworth       |
| 1995                                                                | 63. Rallye Monte Carlo | Carlos Sainz              | Luís Moya               | Subaru Impreza 555            |
| 1996 1                                                              | 64. Rallye Monte Carlo | Patrick Bernardini        | Bernard Occelli         | Ford Escort RS Cosworth       |
| 1997                                                                | 65. Rallye Monte Carlo | Piero Liatti              | Fabrizia Pons           | Subaru Impreza WRC            |
| 1998                                                                | 66. Rallye Monte Carlo | Carlos Sainz              | Luís Moya               | Toyota Corolla WRC            |
| 1999                                                                | 67. Rallye Monte Carlo | Tommi Mäkinen             | Risto Mannisenmäki      | Mitsubishi Lancer Evo         |
| 2000                                                                | 68. Rallye Monte Carlo | Tommi Mäkinen             | Risto Mannisenmäki      | Mitsubishi Lancer Evo         |
| 2001                                                                | 69. Rallye Monte Carlo | Tommi Mäkinen             | Risto Mannisenmäki      | Mitsubishi Lancer Evo         |
| 2002                                                                | 70. Rallye Monte Carlo | Tommi Mäkinen             | Kaj Lindström           | Subaru Impreza WRC            |
| 2003                                                                | 71. Rallye Monte Carlo | Sébastien Loeb            | Daniel Elena            | Citroën Xsara WRC             |
| 2004                                                                | 72. Rallye Monte Carlo | Sébastien Loeb            | Daniel Elena            | Citroën Xsara WRC             |
| 2005                                                                | 73. Rallye Monte Carlo | Sébastien Loeb            | Daniel Elena            | Citroën Xsara WRC             |
| 2006                                                                | 74. Rallye Monte Carlo | Marcus Grönholm           | Timo Rautiainen         | Ford Focus RS WRC             |
| 2007                                                                | 75. Rallye Monte Carlo | Sébastien Loeb            | Daniel Elena            | Citroën C4 WRC                |
| 2008                                                                | 76. Rallye Monte Carlo | Sébastien Loeb            | Daniel Elena            | Citroën C4 WRC                |
| 2009 1                                                              | 77. Rallye Monte Carlo | Sébastien Ogier           | Julien Ingrassia        | Peugeot 207 Super 2000        |
| 2010 1                                                              | 78. Rallye Monte Carlo | Mikko Hirvonen            | Jarmo Lehtinen          | Ford Fiesta Super 2000        |
| 2011 1                                                              | 79. Rallye Monte Carlo | Bryan Bouffier            | Xavier Panseri          | Peugeot 207 Super 2000        |
| 2012                                                                | 80. Rallye Monte Carlo | Sébastien Loeb            | Daniel Elena            | Citroën DS3 WRC               |
| 2013                                                                | 81. Rallye Monte Carlo | Sébastien Loeb            | Daniel Elena            | Citroën DS3 WRC               |
| 2014                                                                | 82. Rallye Monte Carlo | Sébastien Ogier           | Julien Ingrassia        | Volkswagen Polo R WRC         |
| 2015                                                                | 83. Rallye Monte Carlo | Sébastien Ogier           | Julien Ingrassia        | Volkswagen Polo R WRC         |
| 2016                                                                | 84. Rallye Monte Carlo | Sébastien Ogier           | Julien Ingrassia        | Volkswagen Polo R WRC         |
| 2017                                                                | 85. Rallye Monte Carlo | Sébastien Ogier           | Julien Ingrassia        | Ford Fiesta RS WRC            |
| 2018                                                                | 86. Rallye Monte Carlo | Sébastien Ogier           | Julien Ingrassia        | Ford Fiesta WRC               |
| 2019                                                                | 87. Rallye Monte Carlo | Sébastien Ogier           | Julien Ingrassia        | Citroën C3 WRC                |
| 2020                                                                | 88. Rallye Monte Carlo | Thierry Neuville          | Nicolas Gilsoul         | Hyundai i20 Coupe WRC         |
| 2021                                                                | 89. Rallye Monte Carlo | Sébastien Ogier           | Julien Ingrassia        | Toyota Yaris WRC              |
| 2022                                                                | 90. Rallye Monte Carlo | Sébastien Loeb            | Isabelle Galmiche       | Ford Puma Rally1              |
| 2023                                                                | 91. Rallye Monte Carlo | Sébastien Ogier           | Vincent Landais         | Toyota GR Yaris Rally1        |
| 2024                                                                | 92. Rallye Monte Carlo | Thierry Neuville          | Martijn Wydaeghe        | Hyundai i20 N Rally1          |
| 2025                                                                | 93. Rallye Monte Carlo | Sébastien Ogier           | Vincent Landais         | Toyota GR Yaris Rally1        |

1 kein WM-Status

### Damenwertung (Auswahl)
Von 1927 bis 2000 gab es zusätzlich eine Damenwertung.
| Jahr | Fahrerin          | Beifahrerin        | Fahrzeug                 |
| ---- | ----------------- | ------------------ | ------------------------ |
| 1937 | Greta Molander    |                    | Plymouth                 |
| 1952 | Greta Molander    | Helga Lundberg     | Saab 92                  |
| 1965 | Pat Moss-Carlsson | Elisabeth Nyström  | Saab 96                  |
| 1992 | Isolde Holderied  | Dagmar Lohmann     | Mitsubishi Galant VR-4   |
| 1993 | Isolde Holderied  | Tina Thörner       | Mitsubishi Galant VR-4   |
| 1994 | Isolde Holderied  | Tina Thörner       | Mitsubishi Lancer RS     |
| 1995 | Isolde Holderied  | Tina Thörner       | Mitsubishi Lancer Evo II |
| 1997 | Isolde Holderied  | Catherine François | Toyota Celica GT-Four    |
| 1999 | Isolde Holderied  | Catherine François | Toyota Corolla WRC       |

## Verarbeitung in Filmen
Im Oscar-prämierten Film Ein Mann und eine Frau (1966) von Claude Lelouch fährt der Held die Rallye Monte Carlo mit und benutzt den (fiktiven) Rennwagen, um seine Geliebte zu erreichen.
1969 war die Rallye Monte Carlo Namensgeber der Filmkomödie Monte Carlo Rallye (Originaltitel: Monte Carlo or Bust) von Regisseur Ken Annakin, mit Tony Curtis, Mireille Darc und Gert Fröbe. Der Film spielt in den 1920ern und damit in den Anfangsjahren der Rallye.
1977 brachten die Disney-Film-Studios den dritten Film der Herbie-Reihe mit dem Titel Der tolle Käfer in der Rallye Monte Carlo (Originaltitel: Herbie Goes to Monte Carlo) in die Kinos, der unter der Regie von Vincent McEveety und mit Dean Jones, Don Knotts und Roy Kinnear in den Hauptrollen gedreht wurde.